# Ayaka Itō
Ayaka Itō (jap. 伊藤彩香; ur. 4 stycznia 1993) – japońska zapaśniczka walcząca w stylu wolnym. Zajęła piąte miejsce na mistrzostwach świata w 2013. Srebrna medalistka mistrzostw Azji w 2016. Piąta na Uniwersjadzie w 2013, jako zawodniczka Shigakkan University w Aichi. Mistrzyni Azji juniorów w 2011 roku.